# 市川寿猿 (2代目)
二代目 市川寿猿（にだいめ いちかわ じゅえん、1930年（昭和5年）5月20日 - ）は、歌舞伎役者。東京都出身。屋号は澤瀉屋。定紋は三ツ沢瀉（喜猿時代の定紋は「桔梗鶴」）。澤瀉屋一門の長老格にして、歌舞伎界全体でも2024年（令和6年）現在、現役最高齢の役者。

## 人物
東京（当時東京市）・浅草生まれ。3歳で女かぶきの坂東勝治一座に入門。女かぶきは女性の役者を中心に歌舞伎の演目を見せる芸能で、坂東勝治一座は全国を巡業する旅芸人の一座だった。舞台を志したのは役者になりたかったのになれなかった実母に託されたためと本人は語っている。戦後の1947年（昭和22年）八代目市川八百蔵（のちの八代目市川中車）に入門し、市川七百三郎を名乗り大歌舞伎の世界へ入る。1949年（昭和24年）、三代目市川段四郎に入門し、市川段三郎と改名。1955年（昭和30年）1月に二代目市川猿之助一門に移り市川喜太郎と改名。1957年（昭和32年）4月に市川喜猿を四代目として襲名、名題に昇進。1974年（昭和49年）重要無形文化財の総合認定を受け、伝統歌舞伎保存会会員に。1975年（昭和50年）二代目市川寿猿を襲名。2000年（平成12年）に幹部昇進。
『かぶき手帖』2019年版では「米寿を迎えてますます気力も体力も充実」と評され、堅実な芝居とともに「スーパー歌舞伎Ⅱ」などの新作でも柔軟に活躍している。2015年（平成27年）には歌舞伎座で『黒塚』の剛力を勤め、2022年（令和4年）には92歳にして史上最高齢でゴンドラに乗り宙乗りを勤めた。澤瀉屋一門を5代の長きにわたり支え、二代目市川猿之助（初代猿翁）の薫陶を受けた貴重な存在として歌舞伎界の生き字引として歌舞伎界でも尊敬を受ける。
1973年（昭和48年）刊の季刊＜歌舞伎＞編集　『歌舞伎俳優名鑑』では「若い割に芝居を知っているといわれる」と評されている。
舞台に出るのが健康の秘訣と語り、長年自宅のある千葉県の団地からリュックサックを背負い電車で劇場や稽古場へ通った。台本はパソコンで打ち直し、印刷して持ち歩く。X（旧Twitter）アカウントを自身で更新している。
なお、自宅については、サライ2024年11月号や婦人公論2024年12月2日付のインタビュー記事によると、心配した周囲の計らいにより、都内の高齢者用賃貸マンションに引っ越している
。
2024年体調不良のため出演予定であった10月の博多座「スーパー歌舞伎 三代猿之助四十八撰の内 ヤマトタケル」の休演を発表（代役は市川欣也）。寿猿は同演目初演以来1000を超える全公演皆勤賞の俳優の一人であったが、その連続記録は途絶えた。本人公式Xを更新し、脳梗塞であったと明らかにした。大きな後遺症はないという。

## 年譜
- 1930年（昭和5年） - 東京・浅草に生まれる
- 1934年（昭和9年） - 東京・高輪いさらご亭にて坂東勝治一座の『三勝半七』の娘おつうで坂東小鶴を名乗り初舞台[3]。
- 1937年（昭和12年） - 東京・小石川劇場『義経千本桜』安徳帝（※長らくプロフィールではこれが初舞台とされていた）、以降、全国を巡業。
- 1947年（昭和22年） - 八代目市川八百蔵（八代目市川中車）に入門し市川七百三郎と改名。
- 1949年（昭和24年[注 1]） - 三代目市川段四郎に入門し市川段三郎と改名。
- 1955年（昭和30年） - 二代目市川猿之助に入門し市川喜太郎と改名。
- 1957年（昭和32年）4月 - 『血笑記』の伊与田大三郎で四代目市川喜猿を襲名し、名題昇進。
- 1974年（昭和49年） - 重要無形文化財の総合認定を受け、伝統歌舞伎保存会会員に。
- 1975年（昭和50年）7月 - 歌舞伎座『橋弁慶』の従者ほかで二代目市川寿猿を襲名。
- 2000年（平成12年）7月 - 歌舞伎座『義経千本桜』四ノ切 川連法眼ほかで幹部昇進。

## 受賞
- 1967年（昭和42年）7月 - 『彦山権現誓助剱（ひこさんごんげんちかいのすけだち）』の大坪軍八ほかで国立劇場奨励賞受賞。
- 1984年（昭和59年） - 歌舞伎座優秀賞
- 1996年（平成8年） - 『四天王楓江戸粧（してんのうもみじのえどぐま）』の夜そば売り仁八実は中間四五平ほかで国立劇場特別賞
- 2000年（平成12年） - 第一回とべとべ賞。
- 2003年（平成15年）10月 - 『競伊勢物語（はでくらべいせものがたり）』の須磨の此兵衛実は大江音人ほかで国立劇場優秀賞。
- 2007年（平成19年） - 文化庁長官表彰
- 2009年（平成21年） - 第十五回日本俳優協会賞特別賞
- 2019年（令和元年） - 第四十回松尾芸能賞松尾國三賞